# Protaetia endroedii
Protaetia endroedii är en skalbaggsart som beskrevs av Miksic 1963. Protaetia endroedii ingår i släktet Protaetia och familjen Cetoniidae. Inga underarter finns listade i Catalogue of Life.